# تاریخ ایتالیا
تاریخ ایتالیا دوران باستان، قرون وسطی و دوران نوین را در بر می‌گیرد. از زمان‌های باستان فنیقی‌ها، یونانی‌ها، اتروسکی‌ها و سلت‌ها در شبه‌جزیره ایتالیا سکونت داشته‌اند و مردمان ایتالی نیز در کنار طوایف باستان ایتالیایی، یونانی‌ها، کارتاژها و فنیقی‌ها در سرتاسر ایتالیا پراکنده شده‌اند. در دوران باستان، ایتالیا وطن رومی‌ها و پایتخت امپرتوری روم بود. رم به عنوان یک پادشاهی در سال ۷۵۳ پیش از میلاد بنیان‌گذاری شد و در سال ۵۰۹ پ. م با سرنگونی پادشاهی و تأسیس مجلس سنا و مردم به جمهوری تبدیل شد. سپس این جمهوری ایتالیا را با جنگ با اتروسکی‌ها، سلت‌ها و یونانی‌ها متحد کرد. رم سپس بر فدراسیون مردمان ایتالی و پس از آن غرب اروپا، شمال آفریقا و خاور نزدیک فرمانروایی کرد.
انحصار جمهوری با قتل ژولیوس سزار آغاز شد. سپس امپراتوری روم برای چند سده بر اروپای غربی و مدیترانه چیرگی داشت. این امپراتوری تأثیر بسزایی در پیشرفت فلسفه، دانش و هنر غرب داشت. پس از سقوط روم در سال ۴۷۶ میلادی، ایتالیا به دولت‌شهرهای و حکومت‌های محلی بسیاری تقسیم شد و گرچه بزرگانی همچون دانته آلیگیری، لئوناردو داوینچی، میکل‌آنژ، نیکولو ماکیاولی، گالیلئو گالیله یا حتی ناپلئون بناپارت از آن برخاستند، این کشور از نظر سیاسی بسیار متفرق و پراکنده باقی ماند. جمهوری دریایی که به بندر اصلی ورود کالاهای وارداتی آسیا و خاور نزدیک به اروپا تبدیل شده بود، با ترابری، بازرگانی و بانک‌داری به رونق بزرگی دست یافت. مرکز ایتالیا به عنوان ایالات پاپی زیر نظر مستقیم پاپ بود و جنوب آن به دلیل حضور جانشین‌های بیزانسی‌ها، عرب‌ها، نورمن‌ها، اسپانیایی‌ها و بوربون‌ها به صورت فئودال اداره می‌شد. رنسانس ایتالیا در سراسر ایتالیا پراکنده شد و در آن برای باری دیگر به انسان‌گرایی، علم، کاوش و هنر روی آورده و دوران نوین آغاز شد. کاوشگران ایتالیایی (همچون مارکو پولو، کریستف کلمب و آمریگو وسپوچی) مسیرهای جدیدی را به شرق دور و دنیای جدید کشف و به آغاز عصر کاوش کمک کردند، گرچه خود دولت‌های ایتالیا هیچ فرصتی برای ایجاد امپراتوریهای استعماری در خارج از حوضه مدیترانه نداشتند.
در میانه سده نوزدهم وحدت ایتالیا (به رهبری جوزپه گاریبالدی و با پشتیبانی پادشاهی ساردنی) منجر به بنیان‌گذاری یک دولت-ملت ایتالیایی شد. پادشاهی جدید ایتالیا، در سال ۱۸۶۱ بنیان‌گذاری شد که به سرعت ایتالیا را نوسازی کرد و یک امپراتوری استعماری را در بخش‌هایی از آفریقا، بندر تیانجین چین و کشورهایی در مدیترانه برپا ساخت؛ هرچند مناطق جنوبی هنوز در فقر به سر می‌بردند.
در جنگ جهانی اول، ایتالیا هرچند در آغاز با آلمان و اتریش-مجارستان جزوی از اتحاد سه‌گانه بود، با فرانسه و بریتانیا به تفاهم مثلث پیوست و نقش مهمی در پیروزی متفقین ایفا کرد. سپس ایتالیا با انضمام ترنتو و تریسته، روند اتحاد را تکمیل و در شورای اجرایی جامعه ملل یک کرسی دائمی به دست آورد. با این وجود، ملی‌گرایان ایتالیایی پیروزی جنگ جهانی اول را پیروزی تحریف‌شده می‌نامند چرا که این احساسات منجر به برپایی دیکتاتوری فاشیستی بنیتو موسولینی در سال ۱۹۲۲ شد. مشارکت ایتالیا در جنگ جهانی دوم همراه با نیروهای محور، در کنار آلمان نازی و امپراتوری ژاپن، با شکست نظامی، دستگیری و فرار موسولینی (با کمک هیتلر) به پایان رسید سپس ایتالیا با جنگ داخلی میان جنبش مقاومت ایتالیا و دولت دست‌نشانده نازی به نام «جمهوری اجتماعی ایتالیا» روبرو شد. پس از آزادی ایتالیا، سقوط جمهوری اجتماعی و کشته شدن موسولینی به دست جنبش مقاومت، این کشور با یک همه‌پرسی پادشاهی را از بین برد، دموکراسی را دوباره برقرار کرد و با یک معجزه اقتصادی مواجه شد. ایتالیا سپس در بنیان‌گذاری اتحادیه اروپا، ناتو و گروه هشت (سپس گروه هفت و گروه ۲۰) همکاری کرد. این کشور هنوز هم در سده ۲۱ به عنوان یک کشور قدرتمند در اقتصاد، فرهنگ، سیاست و امور نظامی باقی مانده است.

## روم باستان
امپراتوری روم که از شهر رم شروع به گسترش کرده بود نه تنها ایتالیا بلکه کل حوزه مدیترانه و حتی بریتانیای دور دست را هم تحت کنترل خود درآورده بود.
در اواخر قرن سوم میلادی و اوایل قرن ۴ میلادی امپراتوری روم غربی که با مشکلات کم شدن جمعیت و در نتیجه درآمد مالیاتی کمتر برای تجهیز سپاه مواجه شده بود، نتوانست در مقابل امواج سهمگین قبایل ژرمن مقاومت نماید و در نتیجه دوبار، مرتبه اول در سال ۴۱۰ توسط گوت‌ها و بار دوم در سال ۴۵۵ توسط وندال‌ها شهر رم غارت شد.
در سال ۴۷۶ آدوآکر فرمانده سپاهیان مزدوری که در ایتالیا در خدمت امپراتوری روم غربی بودند، رمولوس آگوستوس آخرین امپراتور روم غربی که کودکی بود را خلع کرده و به صورت اسمی و نه عملی ایتالیا را تحت کنترل روم شرقی اداره می‌کرد.
این واقعه یعنی سقوط روم غربی را مبدأیی برای شروع قرون وسطا محسوب می‌شود.

## در قرون وسطی
بعد از آدوآکر ابتدا استروگوت‌ها و پادشاهشان تئودوریک با حمایت روم شرقی بر ایتالیا مسلط شدند.
در اوایل قرن ۶ میلادی روم شرقی با حمله به ایتالیا کنترل کامل ایتالیا را به دست آورد.
بعد از آن‌ها نوبت به لومباردها می‌رسد که در همین ایام دستگاه حکومت پاپی در شهر رم حکومت مستقلی برای خود تشکیل می‌دهد که مهم‌ترین حامی آن پادشاهان فرانسه هستند که بر قسمت‌هایی از ایتالیا تسلط پیدا می‌کنند.
در جنوب ایتالیا هم شاهد حکومت‌هایی که از جانب مسلمانان و نورمنهای مهاجم تشکیل شده بود هستیم.

## رنسانس

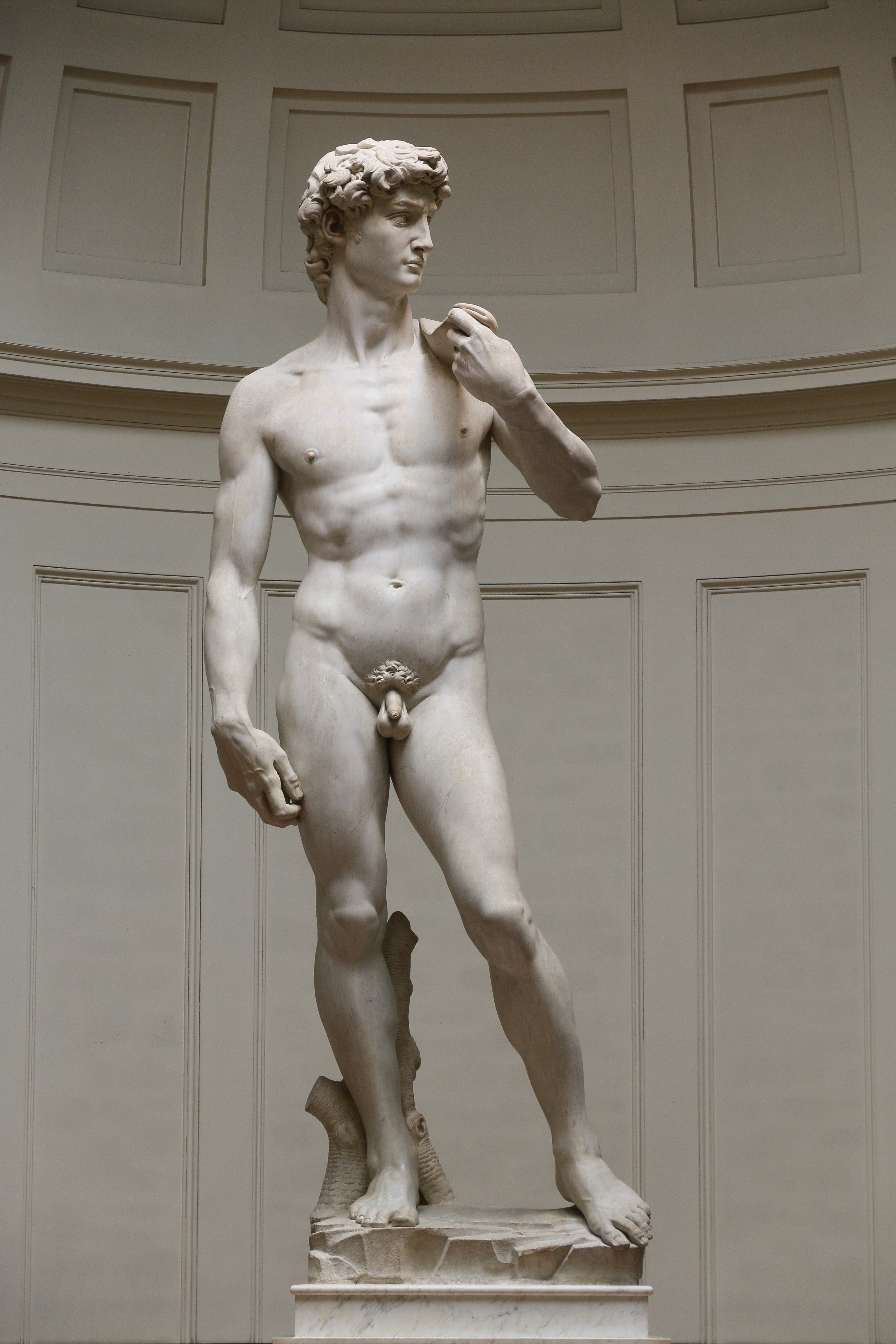
«داوود» اثر میکل آنژ فیر

رنسانس در سال‌های ۱۳۰۰ از ایتالیا آغاز شد و در عرض سه قرن در سراسر اروپا انتشار یافت. به ندرت در دوره‌ای چنین کوتاه از نظر تاریخی، رخدادهای متعددی به وقوع می‌پیوندد. حال آنکه این قرن‌ها سرشار از تغییرات اساسی و فعالیت‌های بزرگ است. جهان امروزی نتیجه همین فعالیت هاست، زیرا رنسانس پایه‌های اقتصادی، سیاسی، هنری و علمی تمدن‌های کنونی غرب را بنا نهاد.
دانش و هنر پیشرفتهای عظیمی در ایتالیای سدهٔ پانزدهم و شانزدهم به وجود آوردند. این احیای فرهنگی به رُنِسانس (یعنی نوزایش) مشهور شده است. دانشمندان، سرایندگان و فیلسوفانی ظهور کردند که با الهام از میراث اصیل روم و یونان با دیدگانی تازه‌تر به جهان می‌نگریستند. نقاش‌ها به مطالعهٔ کالبد انسان پرداختند و اعضای بدن انسان را به شیوهٔ واقع‌گرایانه‌ای نقاشی می‌کردند. فرمانروایان ساختمان‌ها و کارهای بزرگ هنری را سفارش دادند. این عقاید تازه بزودی در سراسر اروپا گسترش یافت.

## دوران ناپلئون
ناپلئون به سرپرستی سپاهی برای جنگیدن با اتریشی هادر ایتالیا فرستاده می‌شود. او سربازان روحیه باخته را سازماندهی می‌کند و با پیروزی وارد شهر میلان می‌شود. فرانسه بر شمال کشور ایتالیا تسلط می‌یابد.
ناپلئون پادشاهی ایتالیا را ایجاد می‌کند که خود پادشاه آن و پسرخوانده اش بوهارنه (پسر ژوزفین همسرش) نایب السلطنه و حاکم اصلی است.
همچنین ناپلئون پادشاهی ناپل و جمهوری ونیز را هم نابود می‌کند و حکومت نواحی مختلف ایتالیا را به سرداران و خواهران و برادرانش می‌دهد. پاپ هم دستگیر و در فرانسه تحت نظر گرفته می‌شود و شهر رم به صورت رسمی به فرانسه الحاق می‌شود.
بعد از شکست و نابودی ناپلئون حکومت‌های قدیمی ایتالیا احیا می‌شوند و اتریش هم مجدداً بر شمال ایتالیا تسلط پیدا می‌کند.

## یگانگی در قرن ۱۹
از میان مشکلات عدیده‌ای که یگانگی ایتالیا (۱۸۷۰–۱۸۴۸) به‌دنبال داشت، آنچه بیش از همه اضطراری می‌نمود، همانا یکدست ساختن سرزمینی بود که از لحاظ سیاسی و اقتصادی بسیار متفاوت بود.
به‌کارگیری ساختارهای اداری دوره رژیم سلطنتی ساوویا در طول زمان باعث وخیم تر شدن اختلافات قبلی میان مناطق مختلف ایتالیا گردید و به‌دنبال آن موج مهاجرت طبقه روستایی به سوی آمریکای شمالی و جنوبی آغاز شد. میان سال‌های پایانی قرن نوزدهم و سال‌های آغازین قرن بیستم، چند میلیون ایتالیایی به خارج از کشور مهاجرت نمودند.
از دیدگاه اقتصادی و اجتماعی، دوره قبل از اتحاد تا زمان آغاز جنگ اول جهانی با پدیده رشد کلی کشور همراه بود که با تکیه به موقعیت بین‌المللی مثبت، این امکان را یافت تا سر و سامانی به وضعیت مالی و ساختارهای دولتی داده و بخش‌های اصلی برای کمک به پیشرفت و توسعه صنعتی را گسترش دهد و در این راستا البته از کمک سخاوتمندانه سرمایه‌های خارجی نیز بهره برد.
شرایط اجتماعی کشور، که همراه با اختلافات پیش گفته میان مناطق روستایی و شهری بود، سال‌های اولیه «صنعتی‌سازی کشور» و اولین قدم‌ها بسوی یک ساختار مدرن اجتماعی را با شکل‌گیری احزاب سیاسی رقم زد.
ظهور این احزاب سیاسی و تنش‌های اجتماعی ناشی از آن تأثیر گسترده‌ای بر جریان‌های بعدی تاریخی ایتالیا به جای گذاشت.
در نتیجه انقلابی با کنترل امپراتوری ساردنی اتفاق افتاد که موجب اتحاد و وحدت ایتالیا گردید.

## جنگ جهانی اول
به‌دنبال بر خورداری شهروندان ایتالیایی از حق رأی در سال ۱۹۱۳، روند یکپارچه‌سازی سیاسی کشور تکمیل شد و این در حالی بود که چهره بین‌المللی ایتالیا که به‌دنبال اصلاحات آغاز شده از فردای روز اتحاد، هماهنگ تر و مدرنتر شده بود، وجهه بیشتری یافته و تقویت می‌شد.
در آستانه جنگ اول جهانی، ایتالیا چشم‌انداز ترسیم شده تا آن زمان را دگرگون ساخته و در کنار قدرت‌های متحد، فرانسه، انگلیس و ایالات متحده وارد جنگ شد. به‌دنبال کنفرانس صلح ورسای در سال ۱۹۱۹ مناطق شمالی ترنتینو، التوادیجه و ونتریا جولیا را که برای کامل ساختن روند اتحاد ملی مورد نیاز بود، به‌دست‌آورد.

## میان دو جنگ جهانی
ایتالیا هر چند که از مبارزه پیروز خارج شده بود، اما از دیدگاه اقتصادی زیر بار فشارهای وارده، دچار چنان آشفتگی‌هایی گردیده بود که دولتهای وقت آن زمان توان هدایت آن را بسوی دست آورده‌های مثبت نداشتند.
در این برهه برخی از تشکیلات سیاسی که بعدها به‌مدت ده‌ها سال بر آینده کشور تأثیرات عمیقی گذاشت، پا به عرصه وجود گذاردند، از جمله حزب ملت (۱۹۱۹) که بعدها به حزب دموکرات مسیحی تغییر شکل داد، حزب سوسیالیست، حزب کمونیست که توسط گرامشی پایه‌گذاری شد (۱۹۲۱) و طبقات مبارز که توسط موسولینی شکل گرفت (۱۹۱۹) و بعداً در سال ۱۹۲۱ به حزب فاشیست ملی تغییر شکل داد و عامل به قدرت رسیدن موسولینی شد.
در سال ۱۹۲۵ (میلادی) با ممنوع شدن فعالیت تمامی دیگر احزاب، دوره رژیم فاشیست و رهبری موسولینی آغاز می‌شود که با سیاست استبدادی و در پوشش ملی‌گرایی، باعث دگرگونی‌های ریشه‌ای در زندگی کشور گردید و آزادی‌های سیاسی را محدود نمود. این رژیم برای ممانعت از دشمنی کلیسای کاتولیک، به توافقی با واتیکان (۱۹۲۹) دست یافت. در این سال‌ها اقدامات جدی برای تقویت و توسعه فعالیت‌های صنعتی و کشاورزی صورت گرفت.

## جنگ جهانی دوم
موسولینی سعی کرد با اتکا به سیاست توسعه طلبانه و قدرت‌های محور، جایگاه خود را تثبیت نماید که نقطه اوج آن اتحاد با آلمان و ورود به جنگ جهانی دوم (۱۹۴۵–۱۹۴۰) علیه متفقین و متعاقباً سقوط رژیم فاشیست به‌دنبال ناکامی‌های نظامی بود. ایتالیا در مجموع ۳٫۵ میلیون را در جریان جنگ جهانی دوم بسیج کرد و بین سال‌های ۱۹۴۰ تا ۱۹۴۳ متحمل ۲۳۰ هزار نفر تلفات گردید.

## بعد از جنگ جهانی دوم
بازسازی دموکراسی و اداره وضعیت سخت کشور بعد از پایان جنگ و سعی در از بین بردن هر آنچه از رژیم فاشیست به ارث مانده بود، باعث شد تا مجمع قانون اساسی شکل بگیرد.
در دوم ژوئیه سال ۱۹۴۶، و به‌دنبال انجام رفراندوم نظام سلطنتی باطل و «جمهوری ایتالیا» متولد شد و این تاریخ تبدیل به جشن ملی شد. قانون اساسی جدید از تاریخ اول ژانویه ۱۹۴۸ رسمیت یافته و به مرحله اجرا درآمد.
ایتالیا بعد از جنگ، تلاش زیادی برای نزدیکی به کشورهای غرب انجام داد و در این راستا به اتحاد آتلانتیک ملحق شد که سازمانی نظامی دفاعی است که به ابتکار آمریکا شکل گرفت و اکثر کشورهای اروپایی غربی نیز به آن پیوستند.
در سطح اروپا، ایتالیا در آن دوره از جمله کشورهایی بود با حداکثر توان در راستای یکپارچگی اروپا در طی مراحل مختلف آن، چه از نظر اقتصادی و چه سیاسی کوشش نمود.
از اول ژانویه ۱۹۹۹ (میلادی)، ایتالیا از جمله ۱۱ کشوری است که واحد پولی یورو را به عنوان پول واحد برگزید.